# Station Diksmuide
Station Diksmuide is een spoorwegstation langs spoorlijn 73 (Deinze - De Panne) in de stad Diksmuide. Vroeger takte hier de spoorlijn 74 naar Nieuwpoort af. In 1974 is deze spoorlijn opgeheven. Het is nu een fietspad.
Sinds eind 2021 zijn de loketten van dit station gesloten en is het een stopplaats geworden. Voor de aankoop van allerlei vervoerbewijzen kan men bij voorkeur terecht aan de biljettenautomaat die ter beschikking staat, of via andere verkoopkanalen.
Vanaf 2022 maakt het station van Diksmuide deel uit van een nieuw aanbod aan toeristentreinen.

## Treindienst
| Serie       | Treinsoort            | Route | Bijzonderheden                                                              |
| ----------- | --------------------- | --- | --------------------------------------------------------------------------- |
| IC 28       | Intercity (NMBS)      | Antwerpen-Centraal – Gent-Sint-Pieters – Lichtervelde – Diksmuide – De Panne                                                            | Rijdt alleen op werkdagen.                                                  |
| IC 29       | Intercity (NMBS)      | [ De Panne – Diksmuide – ] Gent-Sint-Pieters – Aalst – Brussel-Zuid – Brussels Airport-Zaventem – Leuven – Landen                       | Rijdt in het weekend De Panne - Brussel-Noord.                              |
| P 7000/8000 | Piekuurtrein (NMBS)   | [ Oostende – Brugge – ] / [ De Panne – Diksmuide – ] / [ Poperinge – Ieper – Kortrijk – ] Gent-Sint-Pieters – Brussel-Zuid – Schaarbeek | Twee treinen per dag per richting. Een trein op zondagavond vanaf De Panne. |
| P 7995/8995 | Piekuurtrein (NMBS)   | [ De Panne – Diksmuide – ] / [ Kortrijk – ] Gent-Sint-Pieters                                                                           | Rijdt alleen op werkdagen.                                                  |
| ICT 6900    | Toeristentrein (NMBS) | Brussel-Noord – Brussel-Zuid – Gent-Sint-Pieters – Diksmuide – De Panne                                                                 | Rijdt in juli en augustus.                                                  |

## Galerij

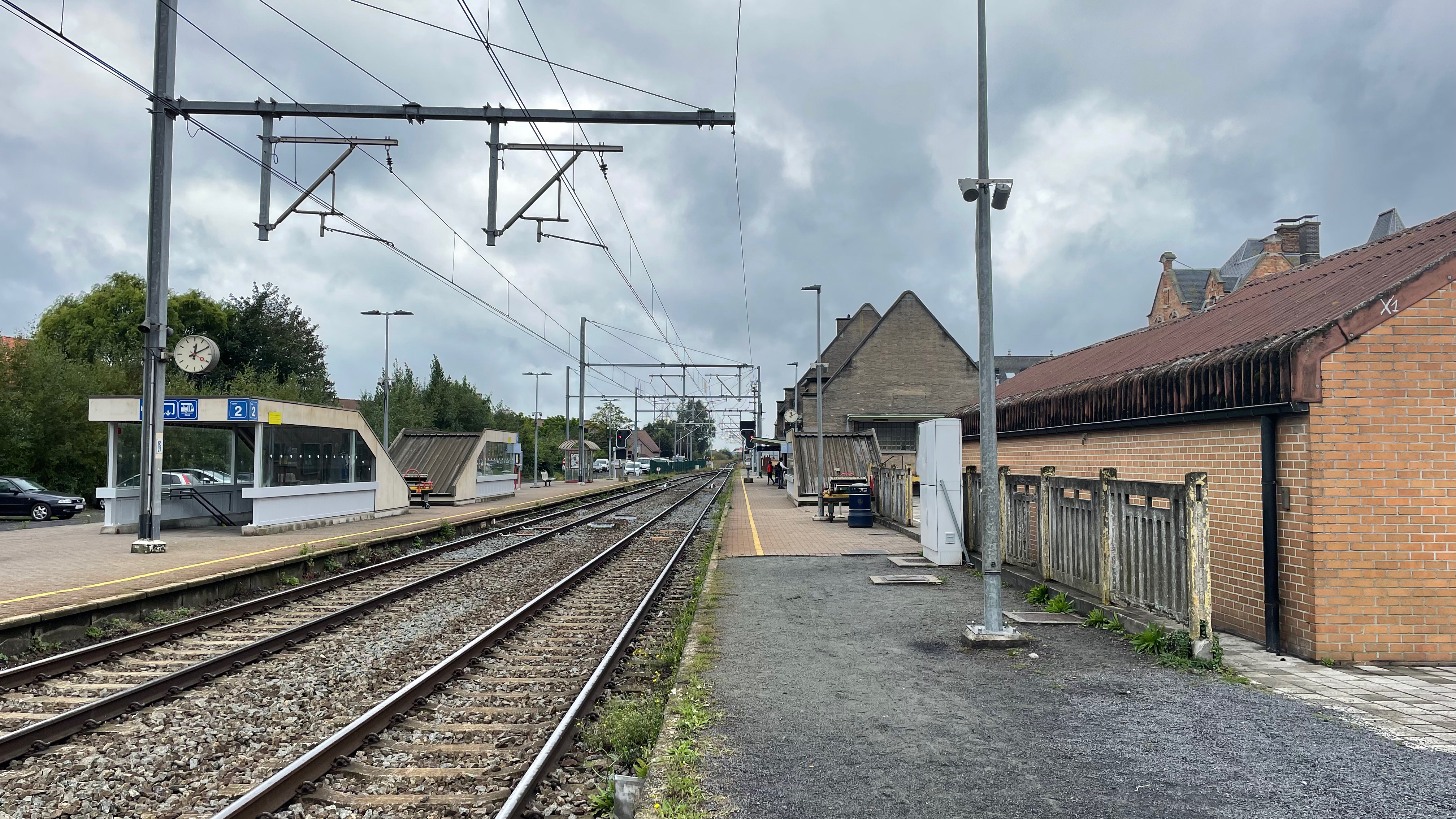
Zicht op het perron
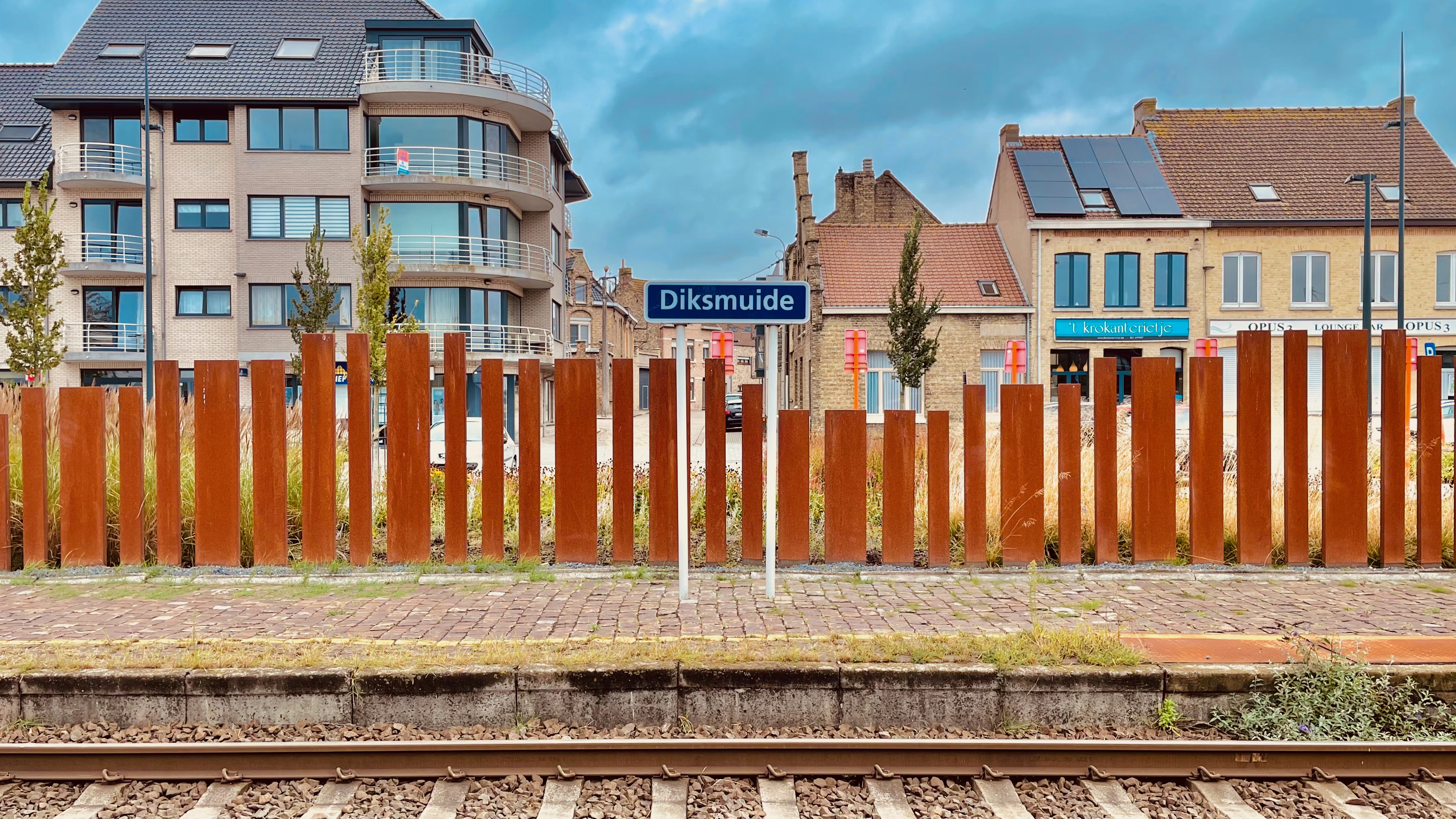
Plaatsnaambord
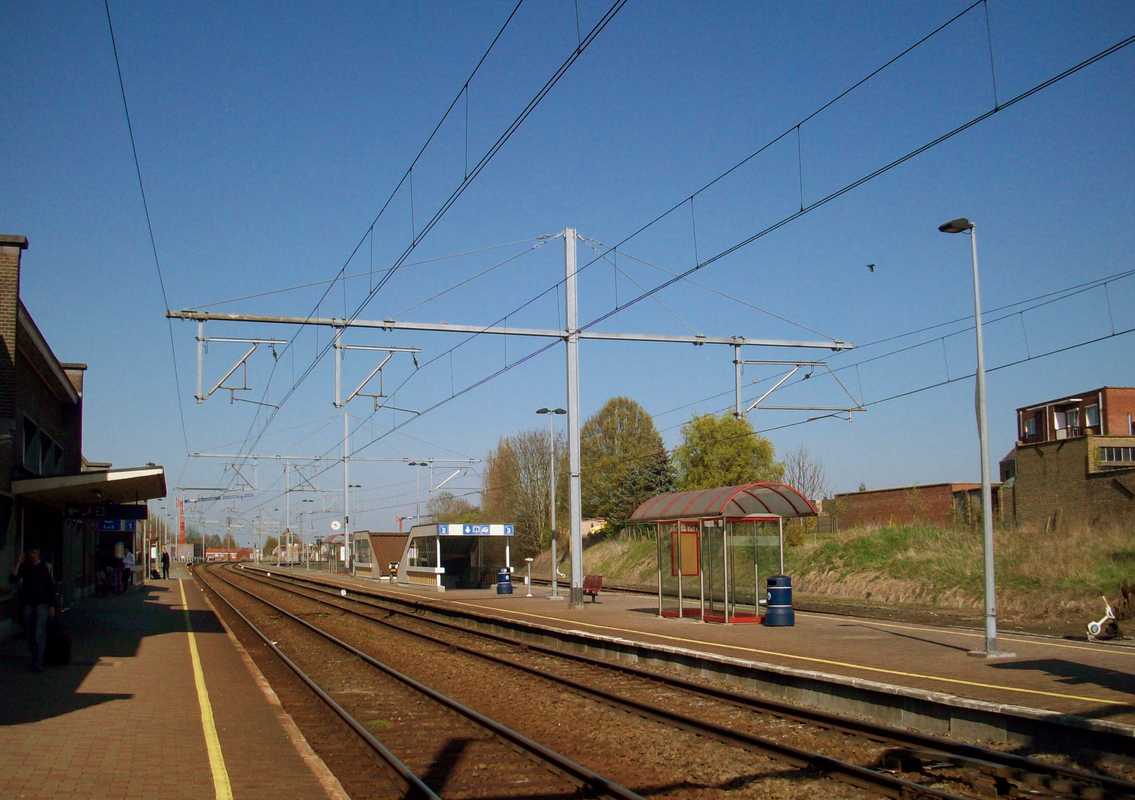
Zicht op de perrons
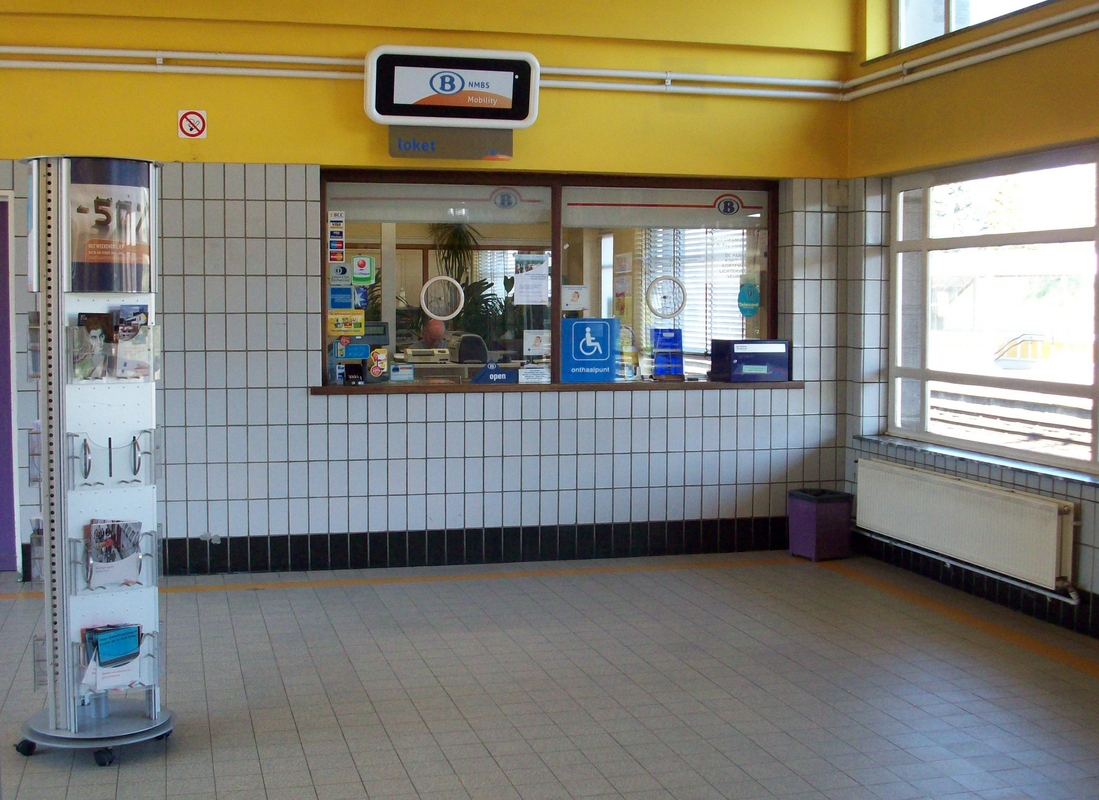
Lokethal
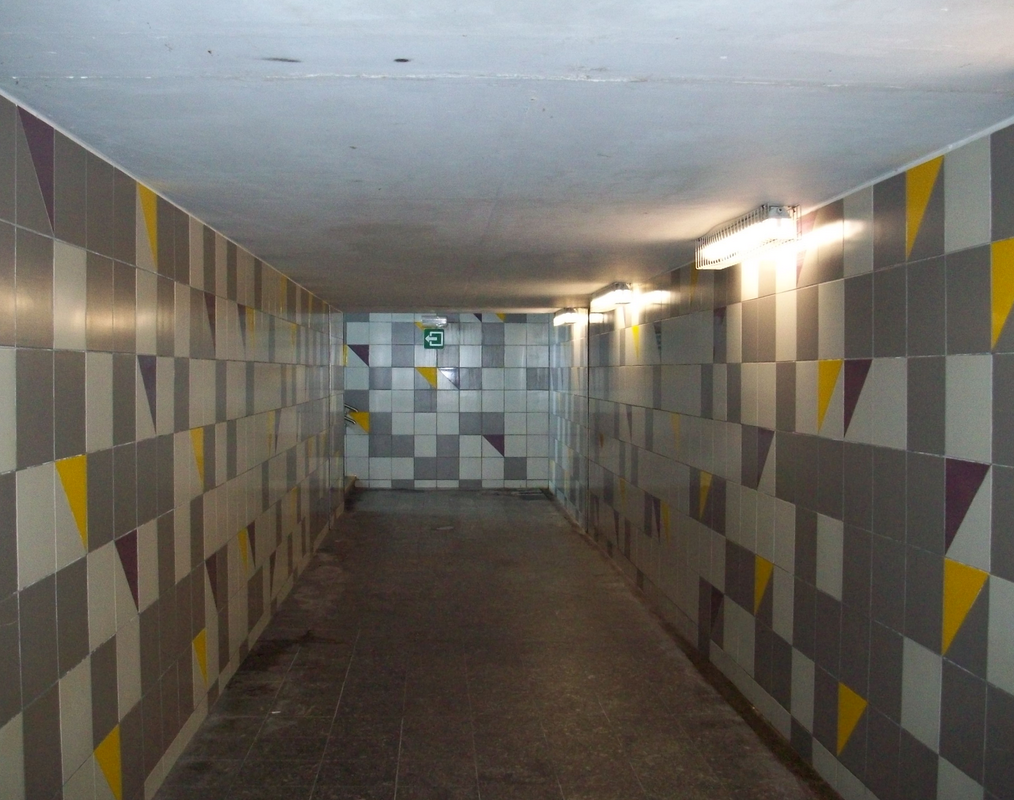
Reizigerstunnel
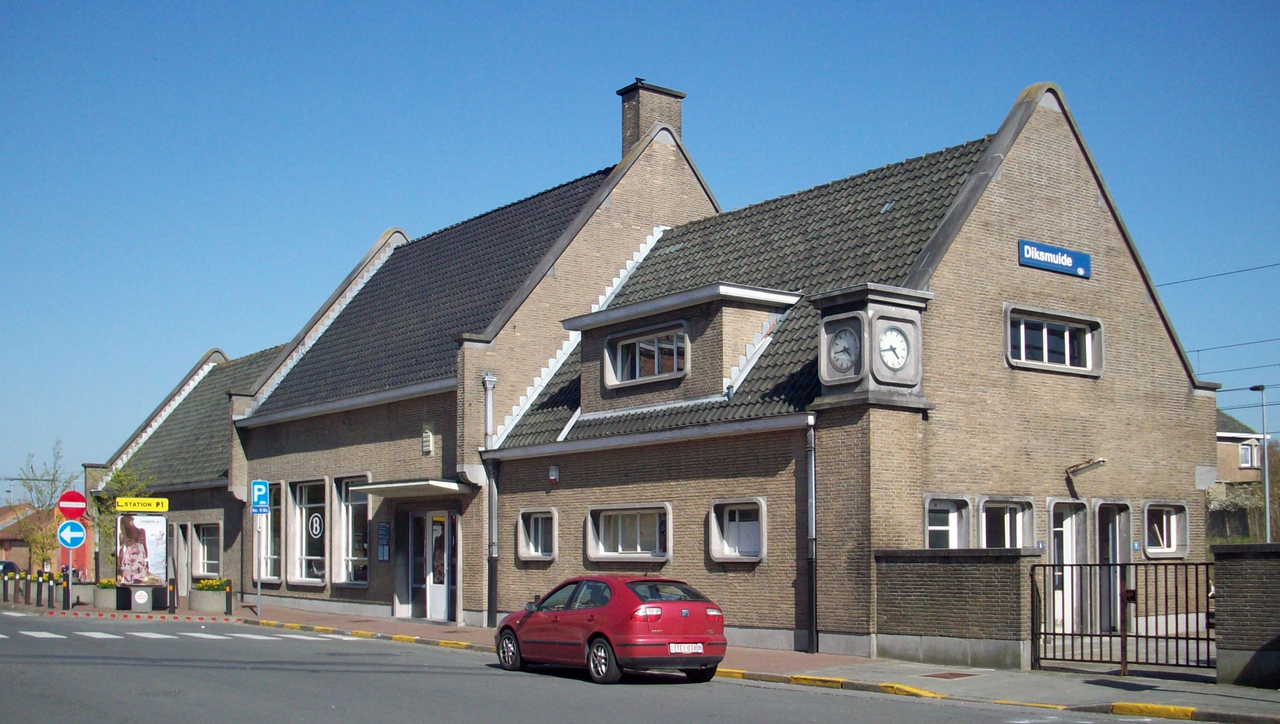
Het stationsgebouw (2010)

## Reizigerstellingen
De grafiek en tabel geven het gemiddeld aantal instappende reizigers weer op een week-, zater- en zondag.
| Tabel: aantal instappende reizigers station Diksmuide | Tabel: aantal instappende reizigers station Diksmuide | Tabel: aantal instappende reizigers station Diksmuide | Tabel: aantal instappende reizigers station Diksmuide |
|                                                       | Weekdag                                               | Zaterdag                                              | Zondag                                                |
| ----------------------------------------------------- | ----------------------------------------------------- | ----------------------------------------------------- | ----------------------------------------------------- |
| 1977                                                  | 339                                                   | 116                                                   | 322                                                   |
| 1978                                                  | 398                                                   | 122                                                   | 217                                                   |
| 1979                                                  | 359                                                   | 117                                                   | 306                                                   |
| 1980                                                  | 413                                                   | 115                                                   | 340                                                   |
| 1981                                                  | 434                                                   | 100                                                   | 344                                                   |
| 1982                                                  | 417                                                   | 92                                                    | 342                                                   |
| 1983                                                  | 379                                                   | 110                                                   | 303                                                   |
| 1984                                                  | 418                                                   | 120                                                   | 308                                                   |
| 1985                                                  | 523                                                   | 120                                                   | 303                                                   |
| 1986                                                  | 484                                                   | 136                                                   | 275                                                   |
| 1987                                                  | 506                                                   | 87                                                    | 287                                                   |
| 1988                                                  | 511                                                   | 106                                                   | 307                                                   |
| 1989                                                  | 510                                                   | 117                                                   | 260                                                   |
| 1990                                                  | 501                                                   | 130                                                   | 300                                                   |
| 1991                                                  | 497                                                   | 167                                                   | 370                                                   |
| 1992                                                  | 519                                                   | 137                                                   | 299                                                   |
| 1993                                                  | 501                                                   | 155                                                   | -                                                     |
| 1994                                                  | 350                                                   | 119                                                   | 125                                                   |
| 1995                                                  | 468                                                   | 138                                                   | 346                                                   |
| 1996                                                  | 488                                                   | 166                                                   | 280                                                   |
| 1997                                                  | 484                                                   | 183                                                   | 356                                                   |
| 1998                                                  | 490                                                   | 161                                                   | 606                                                   |
| 1999                                                  | 422                                                   | 144                                                   | 310                                                   |
| 2000                                                  | 569                                                   | 262                                                   | 477                                                   |
| 2001                                                  | 575                                                   | 268                                                   | 528                                                   |
| 2002                                                  | 551                                                   | 280                                                   | 578                                                   |
| 2003                                                  | 583                                                   | 289                                                   | 502                                                   |
| 2004                                                  | 634                                                   | 248                                                   | 442                                                   |
| 2005                                                  | 632                                                   | 332                                                   | 536                                                   |
| 2006                                                  | 625                                                   | 322                                                   | 512                                                   |
| 2007                                                  | 660                                                   | 300                                                   | 652                                                   |
| 2008                                                  | -                                                     | -                                                     | -                                                     |
| 2009                                                  | 644                                                   | 224                                                   | 412                                                   |
| 2010                                                  | -                                                     | -                                                     | -                                                     |
| 2011                                                  | -                                                     | -                                                     | -                                                     |
| 2012                                                  | 588                                                   | 202                                                   | 515                                                   |
| 2013                                                  | 1 461                                                 | 232                                                   | 594                                                   |
| 2014                                                  | 552                                                   | 207                                                   | 620                                                   |
| 2015                                                  | 582                                                   | 261                                                   | 432                                                   |
| 2016                                                  | 544                                                   | 188                                                   | 480                                                   |
| 2017                                                  | 619                                                   | 238                                                   | 492                                                   |
| 2018                                                  | 608                                                   | 237                                                   | 450                                                   |
| 2019                                                  | 569                                                   | 244                                                   | 415                                                   |
| 2020                                                  | 428                                                   | 224                                                   | 351                                                   |
| 2021                                                  | -                                                     | -                                                     | -                                                     |
| 2022                                                  | 564                                                   | 239                                                   | 466                                                   |
| 2023                                                  | 686                                                   | 257                                                   | 466                                                   |
| 2024                                                  | 561                                                   | 298                                                   | 486                                                   |

## Buurtspoorwegen
Voor de buurtspoorwegen was Diksmuide een belangrijk knooppunt. Van hieruit vertrokken stoomtrams (en later motortrams) naar Brugge, Ieper, Roeselare, Oostende en Poperinge. De laatste tramlijn, die naar Oostvleteren, werd in 1953 opgeheven. De Buurtspoorwegen hadden hun eigen stationsgebouw naast dat van het "groot" spoor en een emplacement en stelplaats. De stelplaats wordt nu gebruikt als stelplaats voor De Lijn bussen. In de jaren tachtig van de vorige eeuw, werden de overtollig geworden oude trams van de kusttram hier tijdelijk gestald.

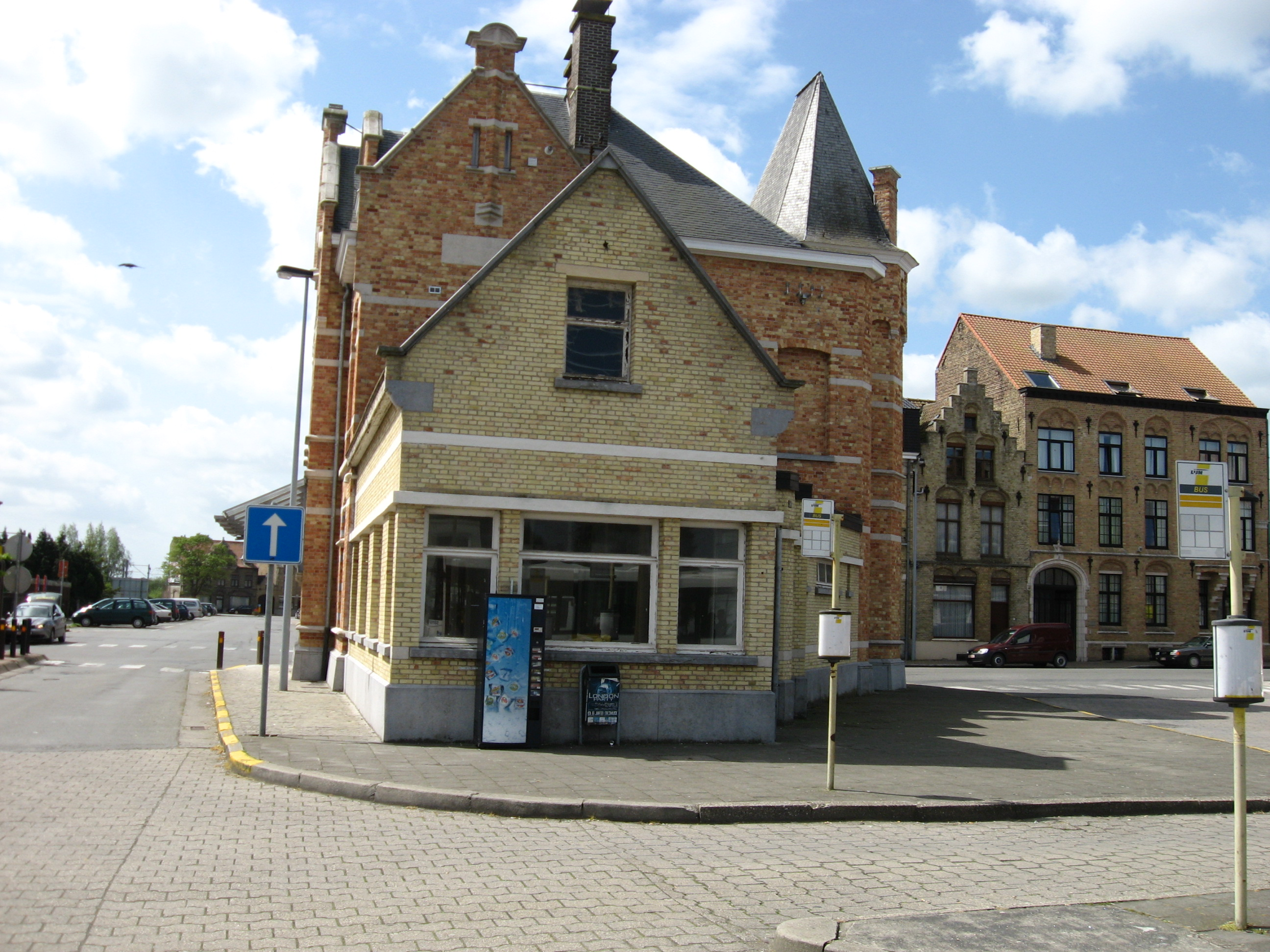
Voormalig stationsgebouw van de buurtspoorweg
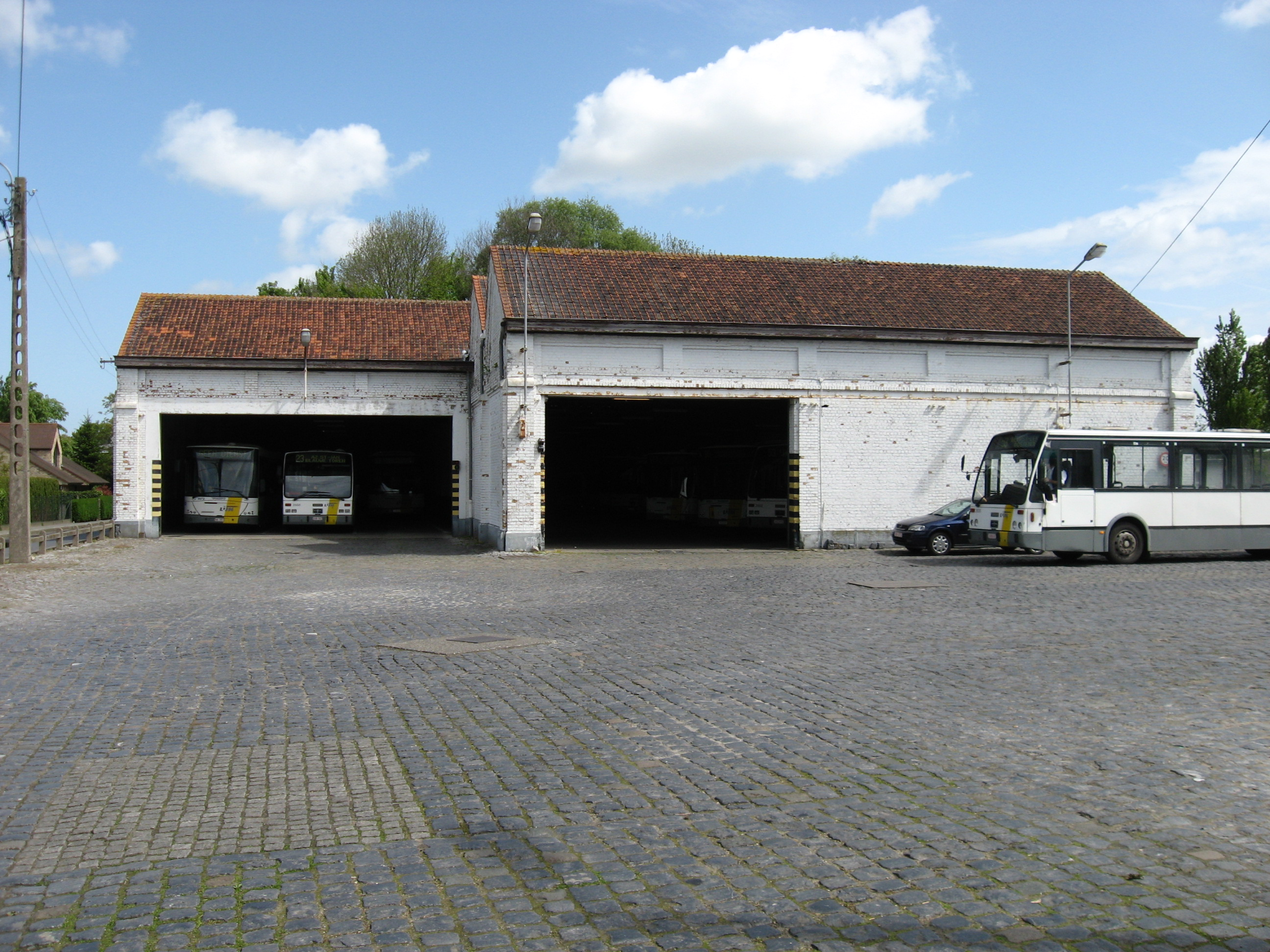
Vroegere stelplaats voor trams
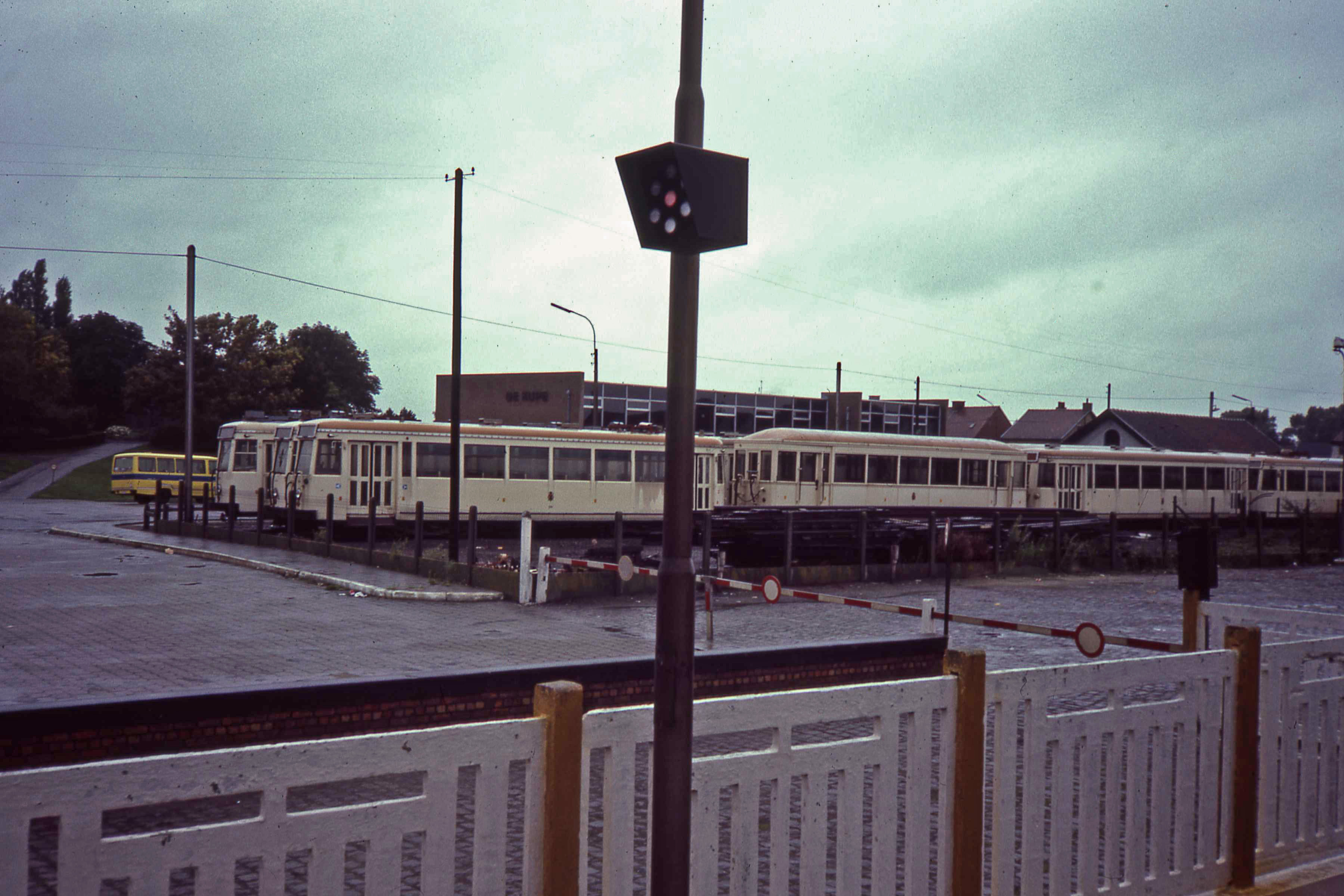
Trams in afwachting van de sloop of verkoop

0: Deinze ·
4,5: Grammene ·
6,2: Wontergem ·
8,3: Aarsele ·
15,6: Tielt ·
20,1: Pittem ·
24,0: Ardooie-Koolskamp ·
26,5: Kortekeer ·
31,7: Lichtervelde ·
37,7: Kortemark ·
40,5: Handzame ·
43,7: Zarren ·
47,9: Esen ·
50,4: Diksmuide ·
52,0: Kaaskerke ·
54,8: Oostkerke ·
62,4: Avekapelle ·
65,5: Veurne ·
66,9: Koksijde ·
70,5: De Panne